# Wellingerode (Sontra)
Koordinaten: 51° 5′ 28″ N, 9° 56′ 18″ O
Wellingerode ist ein Gutshof in der Gemarkung Mitterode, einem Stadtteil von Sontra im nordhessischen Werra-Meißner-Kreis.

## Lage
Der Hof liegt auf 219 m über NN etwa 2 km nördlich von Sontra, südöstlich von Mitterode im Tal der Sontra, unmittelbar westlich der Bahnstrecke Göttingen–Bebra und der Bundesstraße 27.

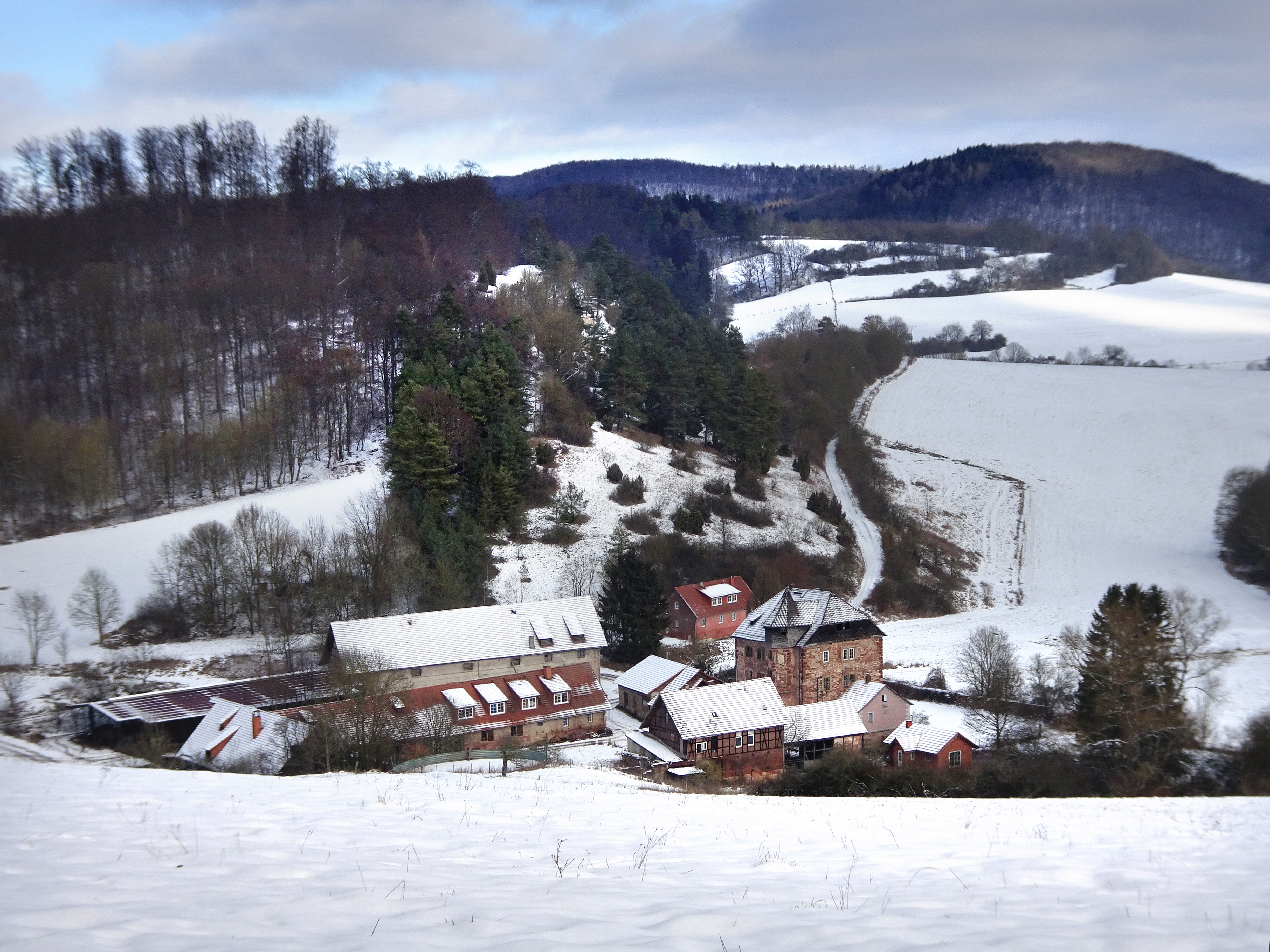
Blick aus südwestlicher Richtung

## Geschichte
Der Ort Wellingeroyde wird im Jahre 1368 erstmals urkundlich erwähnt. Es war ein kleines Dorf mit einer Burg bzw. einem befestigten Wohnturm und befand sich im Besitz der Herren von Muterode (Mitterode). Nach deren Aussterben mit Lotze von Mitterode im Jahre 1425 gab Landgraf Ludwig I. von Hessen seinem Ministerialen und Burgmann Herman Diede und dessen Söhnen Hermann und Ludwig als Mannlehen das Dorf Wellingerode mit der Kemenate, das Dorf Mitterode, einen freien Hof in der Stadt Sontra und 3 Hufen vor dieser Stadt mit allem Zubehör. Der Ort hatte eine Kapelle und war nach Mitterode eingepfarrt.
Im Jahre 1585 war das frühere Dorf Wellingerode dann nur noch „das Haus“.
Als das freiherrliche Geschlecht der Diede zum Fürstenstein am 1. Dezember 1807 mit Wilhelm Christoph, Königlich-Dänischer Staatsminister und Gesandter des Herzogtums Holstein-Glückstadt zum Immerwährenden Reichstag in Regensburg, in der männlichen Linie erlosch, zog Jerome Bonaparte, König von Westphalen, den Besitz als heimgefallenes Lehen ein und gab es seinem Günstling Pierre Simon Meyronnet, den er bereits zum Oberst und Großmarschall des Palastes (Oberhofmarschall) ernannt hatte und den er am 12. Juni 1808 zum Grafen von Wellingerode erhob.
Bei der Auflösung des Königreichs Westphalen fiel das Gut als Staatsdomäne an das Kurfürstentum Hessen-Kassel zurück und der Titel „Graf von Wellingerode“ erlosch. Ab 1895 ging die Domäne als Kammergut in den Besitz des preußischen Fiskus über.
Heute ist der Hof mit dem Herrenhaus nach mehreren späteren Besitzerwechseln in Privatbesitz.